# Дезидерий (король лангобардов)
Дезиде́рий (лат. Desiderius; умер около 786) — последний лангобардский король (конец 756 — 5 июня 774), также герцог Сполето в 758—760 годах. Правил в Северной Италии, объединил бо́льшую часть Италии. Боролся с папами римскими и Карлом Великим.

## Биография
Представитель брешианской аристократии и соратник короля Айстульфа, во время его смерти командовал войсками в Тоскане. Провозгласил себя королём лангобардов практически одновременно с братом покойного короля — Ратхисом. Победил в этом противостоянии благодаря популярности в армии, а также поддержке со стороны папы римского и короля франков Пипина (которому обещал отказаться от завоеваний Лиутпранда, включая византийское Пятиградье). Обещаний своих не сдержал, продолжив натиск своих предшественников на папские земли, что привело к затяжному конфликту с папством.

### Борьба с франками
Через год после смерти Пипина Короткого союз франков и лангобардов был скреплён браком его сына Карла с дочерью Дезидерия. В 771 году Карл развёлся с лангобардской принцессой, отправил её к отцу и женился на Хильдегарде (внучке герцога алеманнов Готфрида). В 772 году у Карла и Хильдегарды родился сын, получивший также имя Карл.
Оскорбленный Дезидерий не замедлил принять вызов. В том же 772 году он потребовал от папы римского Адриана I помазания на царство Пипина Младшего (сына Карломана и племянника Карла) и возобновил наступление на Папскую область. Послав ко двору Карла Великого своего приближённого Петра, папа обратился за помощью к правителю Франкского государства.
В сентябре 773 года сильная франкская армия направилась к Альпам. Узнав о начале войны с франками, лангобарды закрыли и укрепили перевалы. Карл решился на обходной маневр. По тайным тропинкам бесстрашный франкский отряд пробрался к врагу с тыла и одним своим появлением произвёл общее замешательство в лангобардском войске и бегство сына короля Дезидерия Адельхиза. Папа успел посеять измену как в войске короля лангобардов, так и в его владениях, что и было причиной весьма слабого сопротивления. Опасаясь окружения, Дезидерий покинул перевалы и отступил к своей столице Павии, рассчитывая отсидеться за её толстыми стенами; его сын с вдовой и детьми Карломана укрылся в Вероне. Франки с боем преследовали врага, по пути овладев многочисленными городами Ломбардии. Оставив часть сил осаждать Павию, Карл с остальным войском подступил в феврале 774 года к Вероне. После короткой осады город сдался, и Карл имел удовольствие овладеть племянниками, которыми так пугал его Дезидерий.
В апреле того же 774 года франки подошли к Риму. Папа Адриан I устроил Карлу торжественную встречу. Карл отнёсся к первосвященнику с величайшим почтением: прежде чем подойти к руке Адриана, он поцеловал ступени лестницы храма святого Петра.

### Свержение
5 июня 774 года, не выдержав тягот осады, Дезидерий вышел из Павии и подчинился победителю. Карл Великий завладел столицей лангобардов и королевским дворцом. После сдачи Павии Дезидерий был взят в плен и низложен Карлом. Карл стал королём лангобардов и «римским патрицием». Королевство лангобардов прекратило своё существование. Последний король их был отведён пленником во Франкское государство, где его заставили постричься в монахи, а сын его Адельхиз бежал к византийскому императору. Приняв титул лангобардского короля, Карл начал вводить в Италии франкское устройство и соединил Францию и Италию в одно государство.

## Семья
Жена: Анса. Дети:
- Ансельперга, аббатиса в Сан-Сальваторе
- Адельперга; муж: князь Беневенто Арехис II (ум. 787)
- Лиутперга (ум. после 788); муж: герцог Баварии Тассилон III (ок. 741 — ок. 796)
- Дезидерата (747—776); муж: в 770—771 годах — король франков Карл Великий (747—814)
- Адельхиз (ум. после 788), патрикий в Константинополе.

Также дочерью Дезидерия иногда называют Гербергу (ум. после 771), жену Карломана, брата Карла Великого. Однако эта версия не подтверждается источниками. Папа римский Стефан III (IV) в послании Карломану и Карлу Великого в связи с браком Карла и Дезидераты писал, что их отец (Пипин Короткий) женил их на франкских женщинах. То есть Герберга, как и первая жена Карла Химильтруда, была франкского происхождения.